# Гранд хотел „София“
Гранд хотел „София“ е петзвезден 9-етажен хотел в центъра на София, намиращ се на ул. „Генерал Йосиф В. Гурко“ № 1.
В недалечното минало, в продължение на десетилетия до приватизацията му през 1990-те години, същото име е носил 5-звезден хотел на пл. „Народно събрание“, чийто наследник е днешният хотел „Радисон“ (с пълно име „Радисън Блу Гранд хотел София“), който беше преименуван на InterContinental през 2017 г..
На мястото на днешния Гранд хотел „София“ се е намирала бившата сграда на Градската библиотека на София, където се е помещавало първото кметство на града. Сградата е срината, а днес блед спомен за нейната фасада представят долните 3 етажа на съвременното здание. Горните му 6 етажа са с изцяло остъклени стени, което придава уникален облик на сградата.
Фасадата е разположена югозападно към ул. „Гурко“, на югоизток сградата излиза на ул. „Дякон Игнатий“ срещу Министерството на транспорта, северозападно се намира Софийската градска художествена галерия, а на североизток кафе-градината на хотела заема дял от Градската градина на София.
Гранд хотел „София“ е построен от собственика му „НИКМИ“ АД. Открит е през май 2004 г. Хотелът е домакин на ежегодния шахматен турнир „М-Тел Мастърс“ между 2005 и 2007 г.